# (29577) 1998 FA53
A (29577) 1998 FA53 a Naprendszer kisbolygóövében található aszteroida. A LINEAR projekt keretében fedezték fel 1998. március 20-án.